# Bază de cunoștințe
O bază de cunoștințe (Knowledge Base, KB) este o tehnologie folosită pentru a stoca informații complexe, atât structurate cât și nestructurate utilizate de către un sistem informatic. Termenul a fost utilizat inițial pentru sistemele expert, care au fost primele care aveau sisteme bazate pe cunoaștere.

## Semnificația originală a termenului
Semnificația originală a termenului de cunoștințe de bază a fost de a descrie unul din cele două sub-sisteme bazate pe cunoștințe a sistemului. Un sistem bazat pe cunoaștere constă dintr-o bază de cunoștințe care reprezintă lucruri despre lume și un motor de inferență care poate face sens despre aceste fapte și de a le reguli și alte forme de logică pentru a deduce alte fapte noi sau pentru a evidenția neconcordanțe.

## Proprietățile unei baze de cunoștințe
Termenul de "Bază de cunoștințe" a fost inventat pentru a distinge această formă de structurare a cunoștințelor de termenul mai des-folosit de bază de date. În trecut (1970), practic, toate sistemele de gestionare a informațiilor își aveau datele stocate fie într-o bază de date ierarhică sau relațională. În acea perioadă din istoria tehnologiei Informației distincția între o bază de date și o bază de cunoștințe devenise clară și lipsită de orice ambiguitate.
O bază de date are următoarele proprietăți:
- Date flat: Datele au fost, de obicei reprezentate într-un format tabelar, cu șiruri de caractere sau numere în fiecare câmp al tabelului.
- Mai mulți utilizatori: O bază de date avea ca scop să sprijine mai mult de un utilizator sau sistem conectat în același timp.
- Tranzacții: O cerință esențială pentru o bază de date a fost de a menține integritatea și coerența datelor accesate de către utilizatori simultani. De aici se trag așa-numitele proprietăți ACID: Atomicitate, Consistență, Izolare și Durabilitate.
- Date voluminoase, cu păstrare de lungă durată: o bază de date corporativă trebuia să suporte nu doar mii, ci sute de mii sau chiar mai multe rânduri de date. O astfel de bază de date, de obicei, trebuia să persiste diferitor utilizări specifice din a oricărui program; era necesar pentru a stoca date pentru ani și decenii, pentru un mai mult timp decât până partea de program ieșea din uz.